# Durval (futebolista)
Severino dos Ramos Durval da Silva (Cruz do Espírito Santo, 11 de julho de 1980) é um ex-futebolista brasileiro que atuava como zagueiro. Seu último clube foi o Sport, em que é um dos maiores ídolos.
É o maior vencedor nacional de Campeonatos Estaduais, empatado com Quarentinha, Givanildo Oliveira e Jorge Henrique: 12 títulos (de 14 finais) conquistados por cinco times de cinco estados diferentes, marca que atingiu em 15 anos (2003 a 2017). Foi campeão estadual 10 vezes em 10 anos, de 2003 a 2012, o que inclui um tetracampeonato com o Sport e um tri com o Santos. Quando saiu da equipe santista, em 2013, possuía mais títulos no século XXI que 19 dos 20 times da Série A de então, tendo empilhado no período 15 taças oficiais por clubes (10 estaduais, duas Copas do Brasil, uma Libertadores, uma Série B e uma Recopa Sul-Americana), além de um Superclássico das Américas pela Seleção Brasileira. Ainda somaria mais três títulos (dois estaduais e uma Copa do Nordeste) em sua segunda passagem pelo Sport, antes de encerrar a carreira em 2018.
Possui um fato inusitado em sua carreira: marcou gols contra em todas as finais da Libertadores que disputou. Em 2005, atuando pelo Atlético Paranaense, marcou um gol contra no jogo de ida da final contra o São Paulo. Futuramente, o São Paulo sagraria-se campeão. Seis anos depois, atuando pelo Santos, Durval anotou um gol contra para o Peñarol, na volta da final da Libertadores de 2011; dessa vez sagrou-se campeão, apesar do contra-tempo. Em ambas as ocasiões (2005 e 2011), os jogos foram em casa.

## Carreira

### Início
Foi revelado pelas categorias de base do Confiança Esporte Clube, da cidade de Sapé, na Paraíba. Depois transferiu-se para o praticamente extinto Unibol, de Pernambuco.

### Botafogo-PB, Brasiliense e Atlético Paranaense
Pelo Botafogo-PB ganhou seu primeiro estadual, em 2003. Em seguida, defendeu o Brasiliense, em 2004, quando venceu seu segundo estadual e primeiro título nacional, a Série B do Brasileirão. No ano seguinte, com a camisa do Atlético Paranaense, foi novamente campeão estadual e disputou sua primeira final de Libertadores.

### Sport
Após boa passagem no Furacão, chegou no Sport em 2006 para a disputa do Campeonato Pernambucano do mesmo ano. Começou como desconhecido como muitos outros jogadores daquela temporada, mas depois se destacou em praticamente todas as partidas do Sport. Foi titular no Pernambucano e firmou-se também na Série B como ídolo do clube, junto a jogadores como Magrão, Fumagalli, entre outros.
Em junho de 2008 levantou a taça da Copa do Brasil, o título mais importante da sua carreira até então. Capitão da equipe, Durval teve participação decisiva durante a campanha do Leão no torneio, marcando três gols e se consagrando um 'zagueiro artilheiro' perante a torcida pernambucana. Segundo o mesmo, fez o gol mais importante da sua vida durante esta competição na partida que enfrentou o Internacional, pelas quartas de final. O gol que deu ao Sport a classificação paras as semifinais foi marcado de falta, aos 33 minutos do segundo tempo, quando o jogo se encontrava 2 a 1 para o time pernambucano, que atuava com um jogador a menos após a expulsão de Luciano Henrique (o jogo de ida havia sido 1 a 0 para os gaúchos). O zagueiro viria a afirmar em 2017:
| “ | Apesar de a Libertadores (de 2011, com o Santos) ter sido o mais importante (...), a Copa do Brasil de 2008 no Sport foi a [conquista] mais marcante da minha carreira. A maneira com que conquistamos, o envolvimento de todos do clube, a torcida e a cidade toda de Recife estava envolvida. Por se tratar do Nordeste, onde as coisas teoricamente são mais difíceis, tem que valorizar essa conquista. Não é todo dia que se conquista um título tão expressivo como esse." | ” |

#### Polêmica com o Benfica
Ao final do Campeonato Brasileiro de 2009, quando seu contrato se encerrou com o Sport, Durval viajou a Lisboa para assinar com o Benfica. No entanto, acabou recusando a proposta e deu "graças a Deus" por não ter acertado sua ida para o clube português.

### Santos
No dia 1 de janeiro 2010 foi anunciado como novo reforço do Santos. Depois de disputar 25 partidas pelo clube, marcou seu primeiro gol no jogo de ida das semifinais do Campeonato Paulista contra o São Paulo, no Estádio do Morumbi, que ajudou a garantir a classificação do Peixe as finais. Foi campeão paulista naquele ano e, mais tarde, da Copa do Brasil. Nos dois títulos que ganhou, foi titular efetivo. Durval também participou do bicampeonato estadual de 2011 pelo Santos, e do tricampeonato estadual de 2012. Com isso, ele alcançou a marca de dez títulos estaduais em sequência.
Durval foi titular absoluto em toda a campanha do Santos no tricampeonato da Copa Libertadores da América em 2011, porém, marcou um gol contra na final diante do Peñarol, do Uruguai. Ele foi considerado pela CONMEBOL como o melhor jogador da primeira partida da final. Com esse feito, disputou pela segunda vez na sua carreira uma final da Libertadores, pois a primeira vez havia acontecido em 2005, quando ainda jogava no Atlético Paranaense. No segundo jogo da final, realizado no dia 22 de junho, no Pacaembu, o Santos venceu por 2 a 1 e conquistou o título da competição.
No dia 23 de janeiro de 2013, Durval completou 200 jogos pelo Santos, na partida em que o alvinegro venceu o Botafogo-SP por 3 a 0. Marcou seu primeiro gol no ano no dia 9 de maio, garantindo a vitória por 1 a 0 contra o Joinville, em jogo válido pela Copa do Brasil. Ao final de 2013, no entanto, deixou o Peixe após não ter o seu contrato renovado.

### Retorno ao Sport
Depois de várias negociações, o zagueiro acertou seu retorno ao Sport e teve a sua contratação anunciada oficialmente no dia 8 de janeiro de 2014. Seu primeiro gol após o retorno foi marcado no dia 23 de abril, na vitória por 1 a 0 contra o Náutico, no jogo de volta da final do Campeonato Pernambucano. Como o Sport já havia vencido o jogo de ida por 2 a 0 na Ilha do Retiro, sagrou-se campeão estadual.
Pouco mais de três anos depois, no dia 4 de março de 2017, Durval chegou a marca de 400 jogos pelo Leão e recebeu uma homenagem. Já no dia 3 de dezembro de 2017, na partida contra o Corinthians válida pelo Brasileirão, o zagueiro atingiu a marca de 450 partidas com a camisa do clube pernambucano.

### Aposentadoria
Com o fim do contrato, em janeiro de 2019, o clube não renovou vinculo empregatício e o jogador permaneceu até julho deste mesmo ano em atividades físicas no centro de treinamento. O próprio jogador já tinha alegado que continuaria em atividade somente se o Sport renovasse o contrato.
Confirmou oficialmente a aposentadoria no dia 20 de janeiro de 2020.

## Seleção Nacional
Recebeu sua única convocação para a Seleção Brasileira no dia 13 de novembro de 2012, sendo chamado pelo técnico Mano Menezes para a disputa do Superclássico das Américas. O Brasil sagrou-se campeão do torneio no dia 21 novembro, após vencer a Argentina nos pênaltis.
Expanda a caixa de informações para conferir todos os jogos deste jogador pela sua Seleção.
|   | Data                   | Local                   | Resultado | Adversário | Gol(s) | Competição                         |
| - | ---------------------- | ----------------------- | --------- | ---------- | ------ | ---------------------------------- |
| 1 | 21 de novembro de 2012 | Buenos Aires, Argentina | 1–2       | Argentina  | 0      | Superclássico das Américas de 2012 |

## Títulos
Botafogo-PB
- Campeonato Paraibano: 2003

Brasiliense
- Campeonato Brasiliense: 2004
- Campeonato Brasileiro - Série B: 2004

Atlético Paranaense
- Campeonato Paranaense: 2005

Sport
- Campeonato Pernambucano: 2006, 2007, 2008, 2009, 2014 e 2017
- Copa do Brasil: 2008
- Copa do Nordeste: 2014
- Taça Ariano Suassuna: 2015, 2016, 2017 e 2018

Santos
- Campeonato Paulista: 2010, 2011 e 2012
- Copa do Brasil: 2010
- Copa Libertadores da América: 2011
- Recopa Sul-Americana: 2012

Seleção Brasileira
- Superclássico das Américas: 2012

### Prêmios individuais
- Seleção da Copa do Nordeste: 2014
- Seleção do Campeonato Pernambucano: 2016